# Jueces 10
Jueces 10 es el décimo capítulo del Libro de los Jueces en el Antiguo Testamento o la Biblia hebrea. Según la tradición judía, el libro fue atribuido al profeta Samuel, pero los eruditos modernos lo consideran parte de la Tradición deuteronómica, que abarca los libros de Deuteronomio a 2 Reyes, atribuidos a escritores nacionalistas y devotos yahvistas durante la época del rey reformador de Judea Josías en el siglo VII a. C.. Este capítulo registra las actividades de los jueces Tola y Jair. perteneciente a una sección que comprende desde Jueces 6 a Jueces 9  y una sección mayor desde Jueces 6:1 a Jueces 16:31..

## Texto
Este capítulo fue escrito originalmente en Lengua hebrea. Se divide en 18 Versículos.

### Testigos textuales
Algunos manuscritos antiguos que contienen el texto de este capítulo en hebreo pertenecen a la tradición del Texto Masorético, que incluye el Códice de El Cairo (895), el Códice de Alepo (siglo X) y el Códice Leningradoensis (1008).
Los manuscritos antiguos existentes de una traducción al griego koiné conocida como Septuaginta (originalmente se hizo en los últimos siglos a. C.) incluyen el Codex Vaticanus (B; {\displaystyle {\mathfrak {G}}}B; siglo IV) y Codex Alexandrinus (A; {\displaystyle {\mathfrak {G}}}A; siglo V). 

## Análisis
Un estudio lingüístico de Chisholm revela que la parte central del Libro de los Jueces (Jueces 3:7-16:31) puede dividirse en dos paneles basados en los seis estribillos que afirman que los israelitas hicieron el mal a los ojos de Yahvé:
Primer panel
A 3:7 ויעשו בני ישראל את הרע בעיני יהוה
Y los hijos de Israel hicieron lo malo ante los ojos del SEÑOR
B 3:12 ויספו בני ישראל לעשות הרע בעיני יהוה
Y los hijos de Israel volvieron a hacer el mal otra vez ante los ojos del SEÑOR
B 4:1 ויספו בני ישראל לעשות הרע בעיני יהוה
Y los hijos de Israel volvieron a hacer el mal otra vez ante los ojos del SEÑOR
Panel Dos
A 6:1 ויעשו בני ישראל הרע בעיני יהוה
Y los hijos de Israel hicieron lo malo ante los ojos del SEÑOR
B 10:6 ויספו בני ישראל לעשות הרע בעיני יהוה
Y los hijos de Israel volvieron a hacer el mal otra vez ante los ojos del SEÑOR
B 13:1 ויספו בני ישראל לעשות הרע בעיני יהוה
Y los hijos de Israel volvieron a hacer el mal otra vez ante los ojos del SEÑOR
Además, a partir de la evidencia lingüística, los verbos utilizados para describir la respuesta del Señor al pecado de Israel tienen patrones quiasticos y pueden ser agrupados para encajar en la división anterior:
Panel Uno
3:8 וימכרם, «y los vendió», de la raíz מָכַר, makar.
3:12 ויחזק, «y fortaleció», de la raíz חָזַק, khazaq.
4:2 וימכרם, «y los vendió», de la raíz מָכַר, makar.
Panel Dos
6:1 ויתנם, «y él les dio,» de la raíz נָתַן, nathan
10:7 וימכרם, «y los vendió», de la raíz מָכַר, makar.
13:1 ויתנם, «y él les dio», de la raíz נָתַן, nathan.
El Versículo 6 del capítulo 10 inicia una sección de la Narrativa de Jefté, que puede dividirse en 5 episodios, cada uno con un diálogo distinto, como sigue:
| Episodios              | Versículos. | Diálogo                | Versículos |
| ---------------------- | ----------- | ---------------------- | ---------- |
| A.                     | 10:6-16     | Israel y Yahvé         | 10-15      |
| B. La amenaza amonita  | 10:17-11:11 | Los ancianos y Jefté   | 5-11       |
| C.                     | 11:12-28    | Jefté y el rey amonita | 12-28      |
| B'. La derrota amonita | 11:29-40    | Jefta y su hija        | 34-38      |
| A'.                    | 12:1-7      | Jefté y los efraimitas | 1-4a       |

## Tola (10:1-2)
De el juez Tola, y también el su sucesor Jair, sólo se tienen unas notas abreviadas de probablemente una tradición más amplia que pudo ser bien conocida en el pasado (cf. Othniel en Jueces 3:7-11 y Samgar en 3:31).

### Versículo 1
Y después de Abimelec se levantó para defender a Israel Tola hijo de Puah, hijo de Dodo, varón de Isacar; y habitó en Shamir, en el monte de Efraín.
- «Tola»: en hebreo significa literalmente «gusano» o color «carmesí», como el color del tinte kermes producido a partir de un insecto, el Kermes vermilio.[18] Su genealogía indica a «Puah» como su padre, a «Dodo» como su abuelo, y a «Isacar» como su antepasado tribal, cuyos hijos fueron Tola, Puvah (o «Puah» en Números 26:23; 1 Crónicas 7:1), Yob, y Shimron (Génesis 46:13). [19]No sólo los nombres de Tola y su padre, Puah, son los mismos que los dos primeros hijos de Isacar, sino que su ciudad de origen «Shamir» (sh-m-y-r) es similar al nombre del cuarto hijo de Isacar, «Shimron» (sh-m-r-n), o también podría llevar el nombre de «Shimron».[19]
- «Puah»: el nombre se asocia en la obra Midrash ha-Gadol con el de una 'planta (madder) utilizada para hacer tintes'.[19]
- «Shamir»: significa «piedra dura», por ejemplo, sílex o diamante (Ezequiel 3:9). El Talmud aplicó el nombre «shamir» a un gusano mítico que era muy poderoso para cortar la piedra, por lo que fue utilizado por el rey Salomón para construir el Primer Templo en Jerusalén. [19]El nombre comparte las mismas tres consonantes en hebreo que «Samaria» y se encuentra en la misma localidad, «en el monte Efraín», por lo que quizás sea el nombre más antiguo de Samaria.[20]

### Versículo 2
Y juzgó a Israel veintitrés años. Luego murió y fue enterrado en Shamir. 
- «Juzgado»: En el Versículo 1 se dice que Tola «salvó» (hebreo: yšʻ) a Israel, sin ninguna acción militar, «habitó» o «vivió» (hebreo: yšb; también significa «sentado» o «presidiendo») y que «juzgó» (hebreo: špt) durante 23 años. La combinación de palabras, especialmente las dos últimas, que también se usan para Débora, indica que Tola fue un líder sin ser militar. Probablemente salvó a Israel del desastroso efecto del breve gobierno de Abimelec al aportar estabilidad a la administración de la tierra.[20]

## Jair (10:3-5)
Jair de Galaad juzgó a Israel después de que hubiera pasado la crisis a la que se enfrentó Tola, porque la referencia a su riqueza (que tenía «treinta hijos que cabalgaban sobre treinta asnos, y tenían treinta ciudades...»; cf. Jueces 12:9-14) indica un tiempo de paz y prosperidad, sin preparación para la invasión de los amonitas que vendría al final de los 22 años de su gobierno. Las 30 ciudades de la tierra de Galaad parecen estar relacionadas con las del Basán (cf. 1 Reyes 4:13). La noticia de las ciudades sugiere la interesante oferta que Galaad podía hacer a un nuevo líder que luchara por ellas y por qué Jefté la encontró atractiva. Jair fue enterrado en Camon (Qamon), identificada como la moderna Qamm 4 kilómetros (2,5 mi) al norte de Tayyiba, en el norte de Galilea.

### Versículo 10-4
Tuvo treinta hijos que cabalgaban sobre treinta asnos y poseían treinta ciudades, a las que se llama Javot–Yaír hasta el día de hoy, que se encuentran en la tierra de Galaad.

#### Comentario al versículo 10-4
En esta frase el texto hebreo juega con las consonantes de tres palabras: ayir (asno), ir (ciudad) y Yaír (nombre propio). «Tuvo treinta hijos que cabalgaban sobre treinta asnos (ayarim). Es decir, que tenían treinta ciudades (arim), a las que se llama Javot-Yaír». El hagiógrafo da muy pocos detalles de los llamados jueces menores, Tolá y Jaír, pero los suficientes para indicar que nunca faltaron personajes escogidos por Dios para liberar a Israel.

## Israel oprimido de nuevo (10:6-18)
Esta sección abre la Jefté Narrativa con un 'patrón convencionalizado' -muerte del juez, reincidencia, grito de auxilio- y se reanuda con un repaso a los principales enemigos de Israel,. En el diálogo específico entre los israelitas y YHWH (Versículos 10-16) Israel confesó sus pecados de idolatría, luego YHWH describió sus acciones salvíficas anteriores contra la infidelidad de Israel (cf. Oseas 7:11-16), e Israel se arrepintió (cf. Oseas 7:11-16). patrón similar de motivos en Esdras 9, Nehemías 9, y 2 Crónicas 20; por la contrición del pueblo y los líderes 2 Crónicas 20:12; 16:8; 12:6-7), así que YHWH se apiadó de Israel (cf. Éxodo 2:23-25) y enviaría un salvador..

### Versículo 7
Y la ira del Señor se encendió contra Israel, y los vendió en manos de los filisteos y en manos de los hijos de Amón.
- «Filisteos»: La opresión de los filisteos aparentemente comenzó simultáneamente con la de los amonitas, lo que indica que la Narrativa de Jefté es paralela a la Narrativa de Sansón (Jueces 13-16).[28]

#### Comentarios a los versículos 10:6-16
El texto muestra cómo, tras cada salvación de Dios, la idolatría del pueblo de Israel se intensifica. Al culto a los baales y astartés se suma el de los dioses de Aram, Sidón, Moab, de los amonitas y filisteos, acogiendo los ídolos de los pueblos vecinos. Esta creciente infidelidad provoca que el Señor los abandone a sus enemigos. Sin embargo, cuando los israelitas, en su desesperación reconocen su culpa y claman: «Hemos pecado. Haz con nosotros lo que te parezca mejor, pero, por favor, protégenos ahora» (10,15), Dios vuelve a compadecerse de ellos. El relato subraya el endurecimiento del pecado humano frente a la paciencia divina, así como la constante disposición de Dios a perdonar cuando el arrepentimiento es genuino tal y como comenta Juan Pablo II:

El Señor ama a Israel con el amor de una peculiar elección, semejante al amor de un esposo, y por esto perdona sus culpas e incluso sus infidelidades y traiciones. Cuando se ve de cara a la penitencia, a la conversión auténtica, devuelve de nuevo la gracia a su pueblo. (…) Tanto en sus hechos como en sus palabras, el Señor ha revelado su misericordia desde los comienzos del pueblo que escogió para sí y, a lo largo de la historia, este pueblo se ha confiado continuamente, tanto en las desgracias como en la toma de conciencia de su pecado, al Dios de las misericordias. Todos los matices del amor se manifiestan en la misericordia del Señor para con los suyos.

#### Comentarios a los versículos 10:6-12:15
Este fragmento ofrece un análisis profundo de la narración sobre Jefté, octavo juez de Israel cuya historia se encuentra en el libro de los Jueces en la Biblia. Aquí se destaca cómo el relato sobre Jefté se inserta dentro de un esquema literario que agrupa a los jueces mayores y menores, reflejando un diseño estructural que busca enfatizar el número simbólico de doce jueces, correspondiente a las doce tribus de Israel.
Algunos puntos clave del texto son:
1. La infidelidad de Israel y la intervención divina
La narración conecta el sufrimiento de Israel con su infidelidad a Dios, quien, tras escuchar su arrepentimiento, actúa para salvarlos. Este patrón de pecado, castigo, arrepentimiento y liberación es recurrente en el libro de los Jueces.
2. Jefté, un Juez transjordano
Jefté, originario de Galaad y de un origen considerado deshonroso, es elegido para liderar a su pueblo contra los amonitas. Esta elección refleja un tema central en las Escrituras: Dios escoge a personas inesperadas para cumplir su voluntad.
3. El voto imprudente de Jefté
Una de las escenas más impactantes de la historia de Jefté es su voto a Dios, prometiendo sacrificar lo primero que saliera de su casa si ganaba la batalla. Este voto culmina en una tragedia personal cuando su hija se convierte en el objeto del sacrificio.
4. Conflicto interno con los efraimitas
Después de la victoria sobre los amonitas surge un conflicto con la tribu de Efraín, reflejando las tensiones internas entre las tribus de Israel. La narrativa muestra cómo Jefté también debe manejar la discordia interna.
5. Jueces menores y el diseño literario
El relato se sitúa en un marco mayor que busca completar un número simbólico de doce jueces. A la historia de Jefté se añaden referencias breves sobre tres jueces menores: Ibsán, Elón y Abdón, lo que pone de manifiesto una estructura escalonada y ordenada en el texto.
Este análisis resalta la riqueza teológica e histórica del libro de los jueces, donde se entrelazan los temas de la fidelidad a Dios, la fragilidad humana, y la soberanía divina en la historia de Israel.